# Sölzertsberg
Der Sölzertsberg, früher auch Metzkopf oder Sülzerberg genannt, ist ein 351 Meter hoher Berg im Spessart bei Freigericht im hessischen Main-Kinzig-Kreis. Er gehört zum Höhenzug Sölzert.

## Geographie
Der Sölzertsberg liegt auf der Gemarkung vom Freigerichter Ortsteil Neuses. Im Osten und Westen verläuft die Landesgrenze zu Bayern. Die Südosthänge des Berges fallen steil zum Geiselbach im Teufelsgrund ab, westlich entspringen die Quellbäche der Wehmig. Im Süden geht der Sölzertsberg flach in Richtung Heidkopf (371 m) über. Im Norden schließt sich in der Nähe von Frohnbügel, hinter dem Tal des Schnellmichbaches der Seiteberg (328 m) an. An den nordwestlichen Ausläufern des Sölzertsberges befinden sich oberhalb des Rodfeldes als Kulturdenkmal ausgewiesene Hügelgräber. Über den Sölzertsberg führte bis 2019 der Fränkische Marienweg.